# Mordellistena malkini
Mordellistena malkini is een keversoort uit de familie spartelkevers (Mordellidae). De wetenschappelijke naam van de soort is voor het eerst geldig gepubliceerd in 1947 door Ray.